# Grupo de Gobernanza Mundial
El Grupo de Gobernanza Mundial (3G, por las siglas en inglés de Global Governance Group)es un grupo informal de países pequeños y medianos cuyo objetivo es brindarles mayor representatividad y canalizar colectivamente sus opiniones hacia el proceso del G20 de manera más efectiva.
El grupo lo fundó Singapur en 2009 y actualmente lo forman 30 países miembros, el actual presidente de la Asamblea General de la ONU, el actual presidente del G20 y 2 presidentes anteriores del G20. 
La presidencia del 3G es rotativa entre los países miembros. 

## Estados miembros
- ASIA (9 países):
  -  Baréin
  -  Brunéi
  -  Kuwait
  -  Malasia
  -  Filipinas
  -  Catar
  -  Singapur
  -  Emiratos Árabes Unidos
  -  Vietnam

- EUROPA (8 países):
  -  Finlandia
  -  Liechtenstein
  -  Luxemburgo
  -  Mónaco
  -  Montenegro
  -  San Marino
  -  Eslovenia
  -  Suiza
- AMÉRICA DEL NORTE (6 países):
  -  Bahamas
  -  Barbados
  -  Costa Rica
  -  Guatemala
  -  Jamaica
  -  Panamá

- ÁFRICA (3 países):
  -  Botsuana
  -  Ruanda
  -  Senegal

- SUDAMÉRICA (3 países):
  -  Chile
  -  Perú
  -  Uruguay

- OCEANÍA (1 país):
  -  Nueva Zelanda